# Valle del Mercure
La Valle del Mercure è un bacino fluviale, situato nella parte meridionale della Basilicata e nella parte settentrionale della Calabria, che fu occupato da un lago nel Pleistocene.

## Geografia
La struttura geologica appartiene all'era Mesozoica e Neozoica.
Ne son la prova i reperti paleontologici: come gli ippopotami (Hippotamus), mammut o elefanti primigeni (Elephas), il rinoceronte, la jena, l'orso, rettili oceanici, lucertole gigantesche, la tigre.
È attraversata dall'omonimo fiume Mercure, che nasce nel Comune di Viggianello ai piedi del massiccio del Pollino. Giunto nel territorio calabrese della valle, il fiume Mercure riceve l'affluenza del fiume Battendiero prima e del fiume Jannello poi mutando il suo nome in Fiume Lao. Attraversato il comune di Laino Borgo e lambito l'abbandonato centro storico di Laino Castello il fiume si immette in una profonda gola e successivamente sfocia nel Mar Tirreno. 
Lungo il fiume Lao, al di là della gola, si incontrano inoltre Papasidero, Orsomarso e verso la foce Scalea e Santa Maria del Cedro.
La vegetazione è tipicamente mediterranea con presenza di faggio e castagno alle quote più elevate. La specie animale più importante è rappresentata da un rarissimo nucleo di lontre.
Sul fiume Lao è possibile praticare il rafting.

## Storia
Nella Valle del Mercure, intorno all'anno 1000, nei comuni di Castelluccio Inferiore e superiore, Laino Borgo, Laino Castello, Rotonda e Mormanno si insediarono comunità di monaci, diversamente organizzati in vita monastica o eremitica nelle numerose grotte, che diedero vita ad una delle più importanti comunità religiose del tempo denominata Mercurion, dalla quale derivano per l'appunto i nomi della valle e del fiume. Tra i membri più importanti si cita San Nilo da Rossano, fondatore dell'Abbazia di Grottaferrata.
In età longobarda tutta la valle rientrava nel castaldato di Laino.

## Comuni
La valle del Mercure si compone di 7 comuni (4 Lucani e 3 Calabresi):
Comuni Lucani
1. Castelluccio Inferiore (Pz)
2. Castelluccio Superiore (Pz)
3. Rotonda (Pz)
4. Viggianello (Pz)

Comuni Calabresi
1. Laino Borgo (Cs)
2. Laino Castello (Cs)
3. Mormanno (Cs)

## Economia
L'economia della Valle del Mercure è basata soprattutto su attività del settore primario e settore secondario

## Dialetto
La Valle del Mercure fa parte di quella porzione di territorio definita dai linguisti Mittelzone o area Lausberg.
In tale area sono circoscritti dei dialetti dell'area arcaica calabro-lucana che presentano un sistema vocalico che per taluni aspetti si distinguono nettamente da quelli delle zone circostanti, con vocalismi che spaziano da quello sardo a quello siciliano.
La lingua originaria di questa ampia zona era quella osco-lucana, o meglio quella dei Lucani e dei Bruzi. Su questo strato originario si sono innestate le lingue prima greca (tale area era parte integrante della Magna Grecia) poi latina e in seguito le lingue francese e spagnolo a causa della dominazione di questi popoli.
Gli studiosi considerano quest'area un unicum dal punto di vista linguistico. L'innovazione linguistica del sistema napoletano che cominciava a nascere in Campania già nel I secolo dell'Impero romano si diffonde nel sud dell'Italia grazie alle grandi vie di comunicazione, la via Appia (Roma-Napoli-Taranto-Brindisi) per esempio. Attraverso questa via, i nuovi registri raggiungono le parti settentrionale, occidentale e orientale della Basilicata sovrapponendosi all'antico sistema vocalico latino, ma non arrivano a toccare questa zona lucano-calabrese, rimasta in tal senso più conservativa e arcaica.